# Friedrich Gotthard von Bülow
Friedrich Gotthard von Bülow (* 1688; † 26. April 1768 in Merseburg) war kursächsischer Diplomat und Minister, ferner war er Besitzer von Schoden und Pfandbesitzer von Ugahlen in Kurland.

## Herkunft
Seine Eltern waren der Oberstleutnant David von Bülow (* 1641) und dessen Ehefrau Maria von Maydell.

## Leben
Er erhielt 1715 das kurländische Indigenat und war dann von 1715 bis 1721 Landrat von Pilten. Als solcher trat er 1717 als Delegierter vor den polnischen König wegen der polnischen Revisionskommission in Pilten und auch beim Braunschweiger Friedenstraktat. Im Jahr darauf war er mit Christoph Johann von Brucken genannt Fock, Delegierter auf dem Reichstag in Grodno, um die Bestätigung der Acta cornmissionis zu erwirken. Auch auf dem Reichstag von 1719 in Warschau war er anwesend. Er wurde Kammerherr des Herzogs Ferdinand von Kurland und 1726 bewirkte er als Gesandter das Moritz von Sachsen zum Herzog von Kurland gewählt wurde.
Am 22. März 1730 ernannte in der polnische König August II. zum Wirklichen Geheimen Rat.
Er wurde 1731 Minister Plenipotentiarius und erhielt als Vertreter des Herzogs Ferdinand von Kurland, die Belehnung mit Kurland und Semgallen und war von 1732 bis 1733 sächsischer Gesandter in Preußen. Im Jahr 1734 war er königlich polnischer Konferenzminister sowie polnischer Gesandter am russischen Hof.
1741 kam er als kursächsischer Gesandter nach Berlin.
Nach der Niederlage des kursächsischen Armee im zweiten schlesischen Krieg, unterschrieb er 1745 als Vertreter Kursachsens den Frieden zu Dresden. Der Vertrag wurde in seiner Wohnung in Dresden geschlossen.
1747 übergab er als Minister die vertraglich vereinbarten 1.000.000 Taler an Preußen. Bülow blieb bis 1756 Gesandter in Berlin.

## Familie
Er heiratete 1710 Anna Katharina von Fircks, verwitwete von Behr. Das Paar hatte einen Sohn:
- Friedrich (1711–1776)